# 洛默爾 (密蘇里州)
洛默爾（英語：Lohmer），又名洛曼斯堡（Lohmansburg），是位於美國密蘇里州巴里縣的非建制地區。

## 歷史
洛默爾的郵局於1891年設立，其後於1906年停運。

## 地理
洛默爾所處的海拔為高於海平面479米（即1572英呎），而該地所採用的時區為UTC-6，即北美中部時區（CST）。同時該地設有夏令時間，為UTC-6調快一小時，即UTC-5（CDT）。